# Pozycja półlotosu
Pozycja półlotosu – pozycja wykorzystywana do medytacji. Jest ona specyficznym rodzajem siadu skrzyżnego, gdzie lewa stopa znajduje się na prawym udzie, lub prawa stopa na lewym udzie. Podeszwa stopy znajdująca się na udzie powinna być skierowana do góry, a plecy i kręgosłup wyprostowane.
Prawidłowo wykonywana pozycja powinna zapewniać dużą stabilizację przy minimalnym wysiłku, szczególnie mięśni pleców. Jest to możliwe, kiedy oba kolana dotykają podłoża, a biodra znajdują się powyżej linii kolan. Z tego powodu, często przy niedostatecznej elastyczności stawów, praktykujący medytują, siedząc na twardej poduszce.